# Boösaule Montes
Les Boösaule Montes (littéralement en français : Montagnes de Boösaule) sont une chaine de montagnes située sur Io. Elle a été nommée en référence à Boösaule (en), grotte où Io porta Épaphos pendant sa grossesse.